# Simposio di San Gallo
Il Simposio di San Gallo, precedentemente conosciuto sotto il nome di International Management Symposium e ISC-Symposium, è una conferenza tenuta annualmente sul campus dell'Università di San Gallo in Svizzera, con lo scopo di generare e motivare il dialogo fra diverse generazioni e culture e portare assieme leader attuali e futuri. L'essenza del Simposio è quella di contribuire a preservare e sviluppare l'ordine economico sociale-liberale.
Il Simposio di San Gallo è stato creato in risposta alle manifestazioni studentesche del 1968 ed è stato da lì in poi organizzato dall'International Students' Committee (ISC), un'iniziativa studentesca dell'Università di San Gallo. Attualmente, l'evento attira più di 1 000 partecipanti ogni anno ed è uno dei più grandi nel suo genere e interamente organizzato da studenti. 
Ultimamente, personalità come Josef Ackermann, Mohammad Khatami, Robert Dudley e Ratan Tata hanno partecipato al Simposio.

## Partecipanti

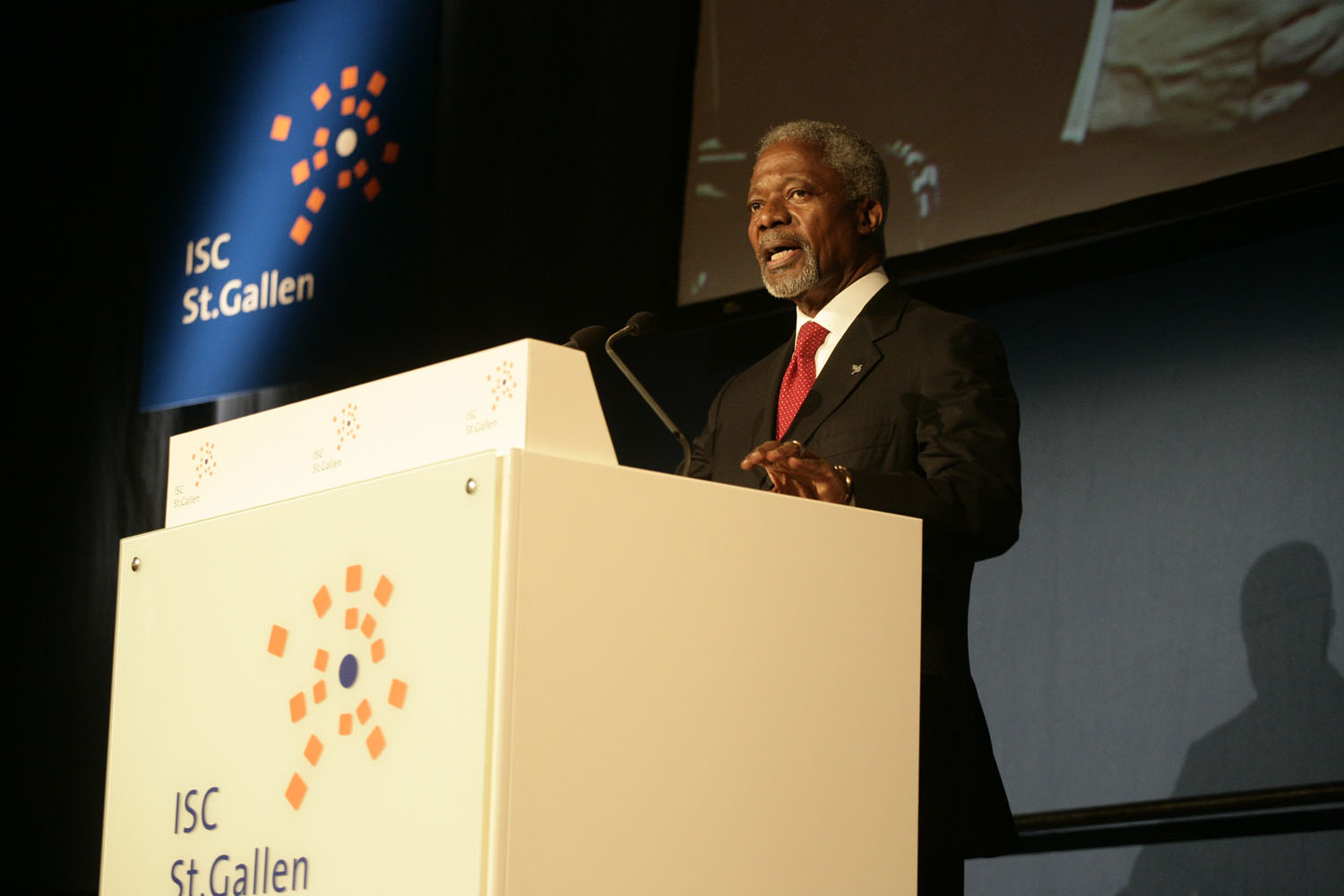
Kofi Annan (2006)
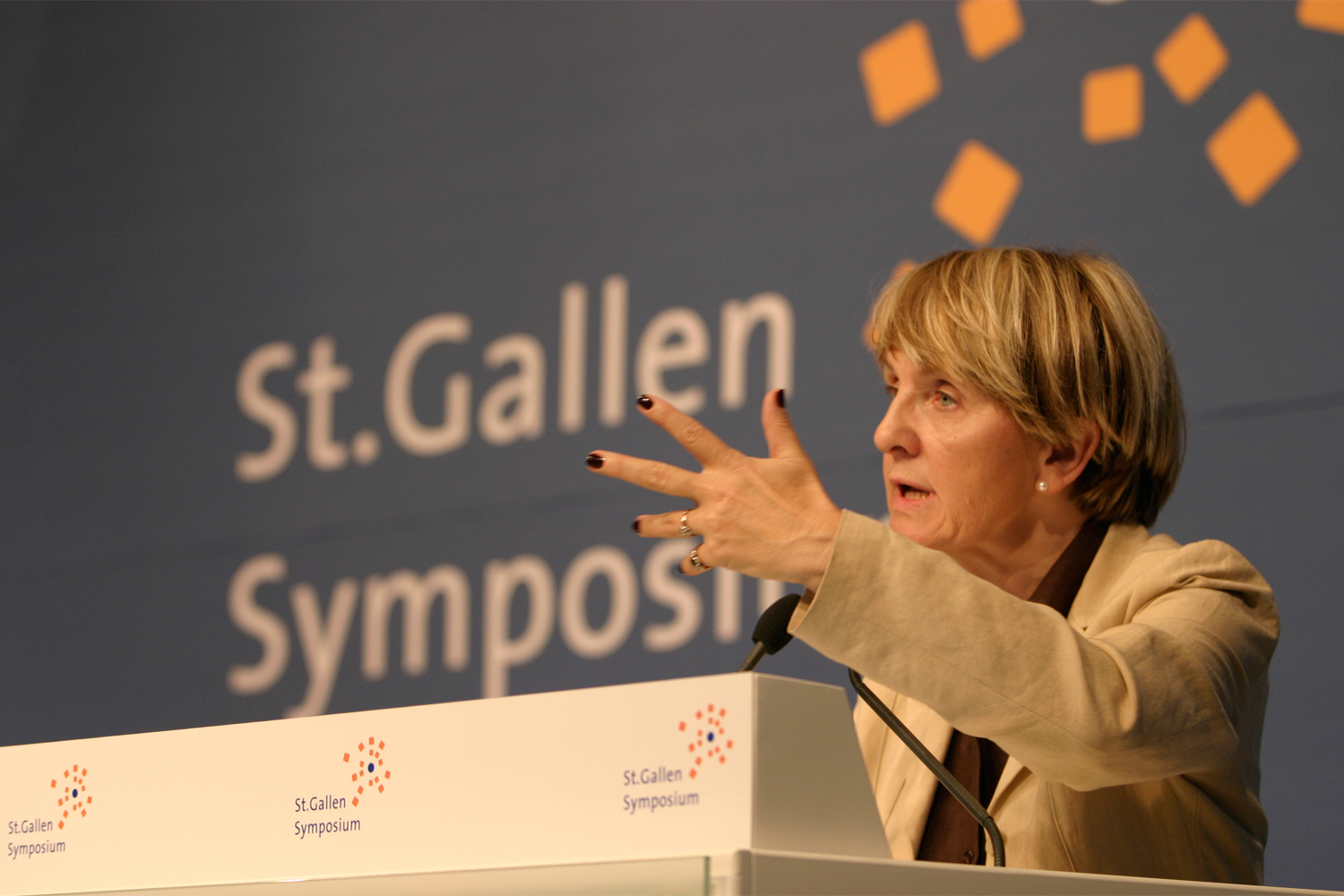
Danuta Hübner (2006)
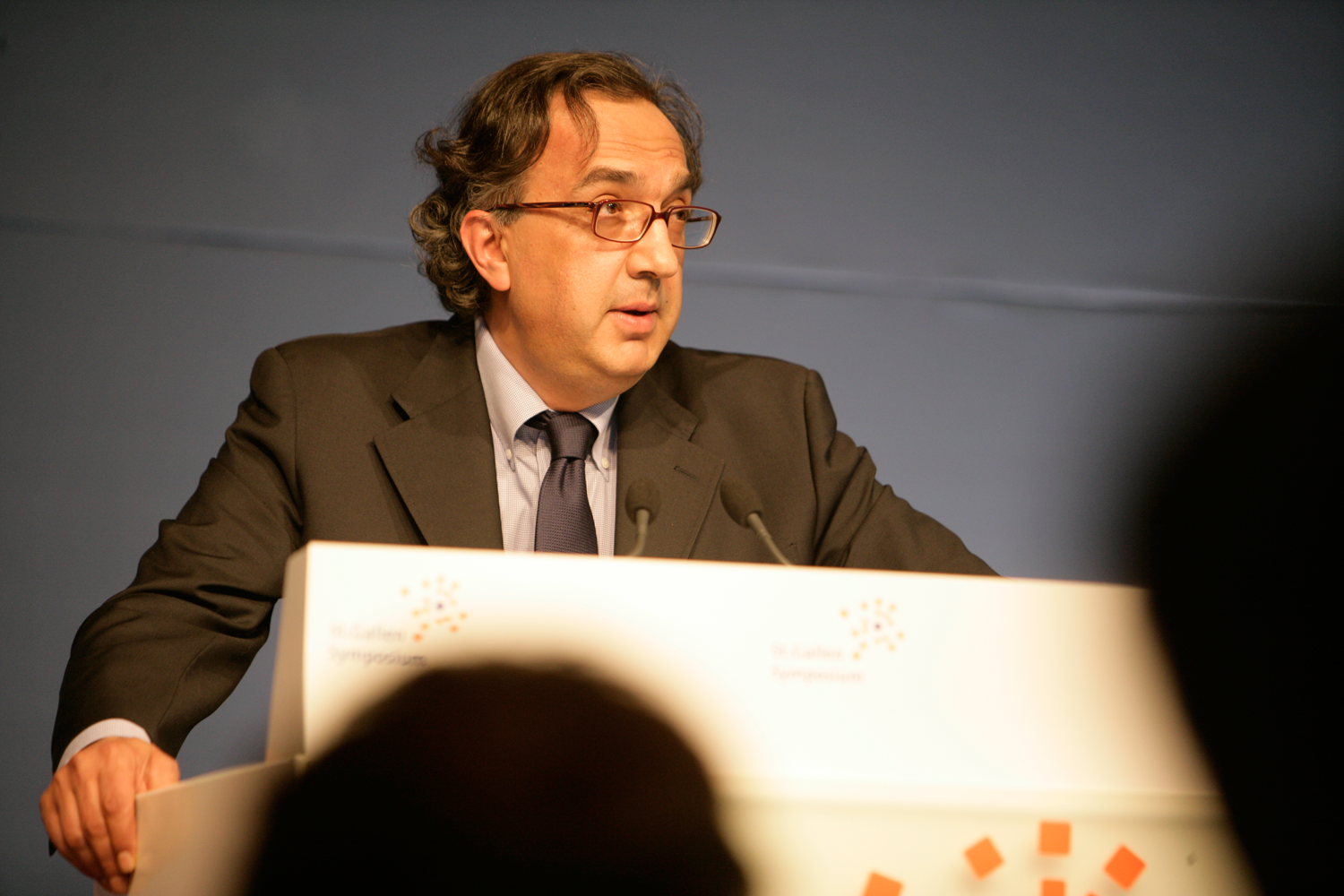
Sergio Marchionne (2006)
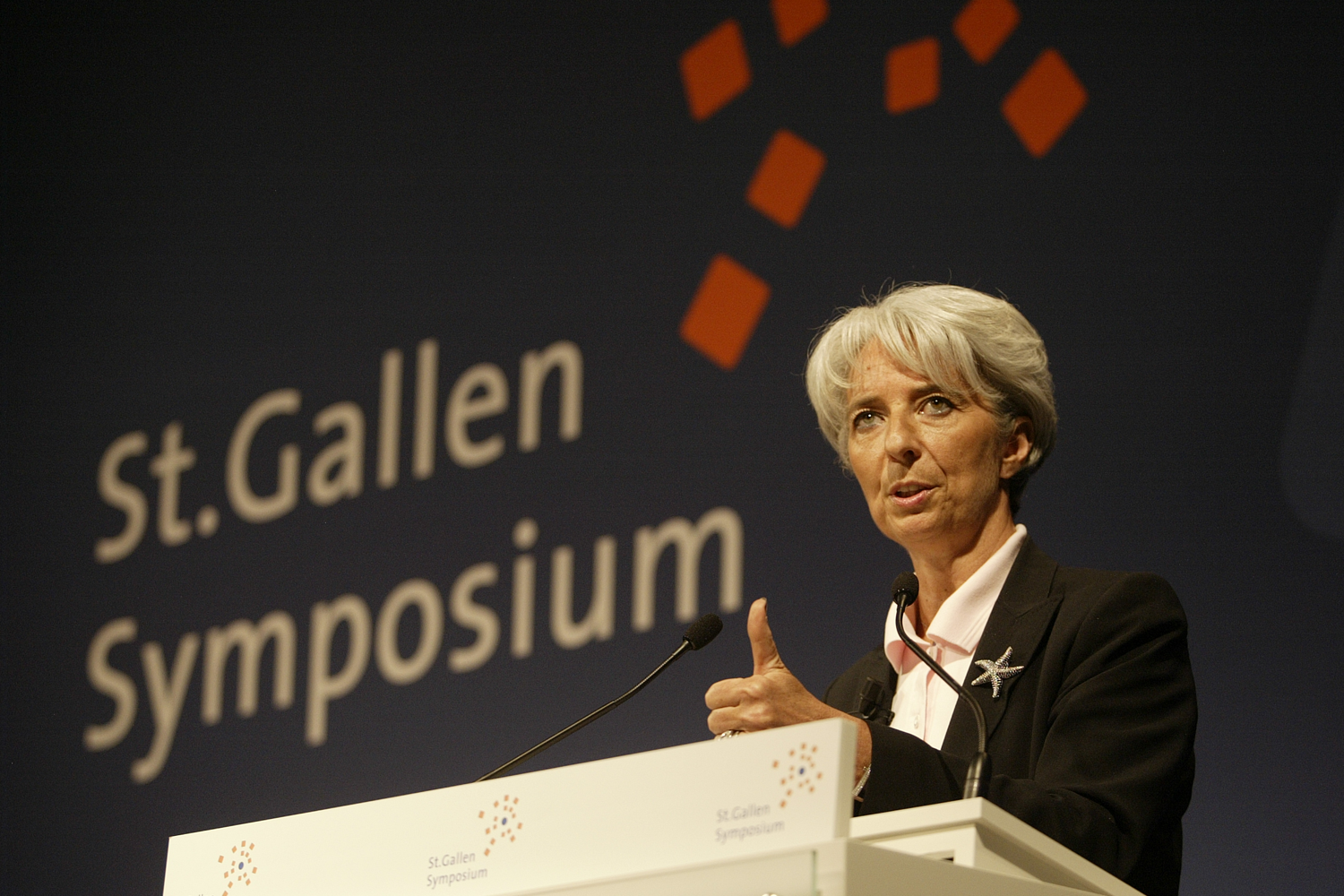
Christine Lagarde (2008)
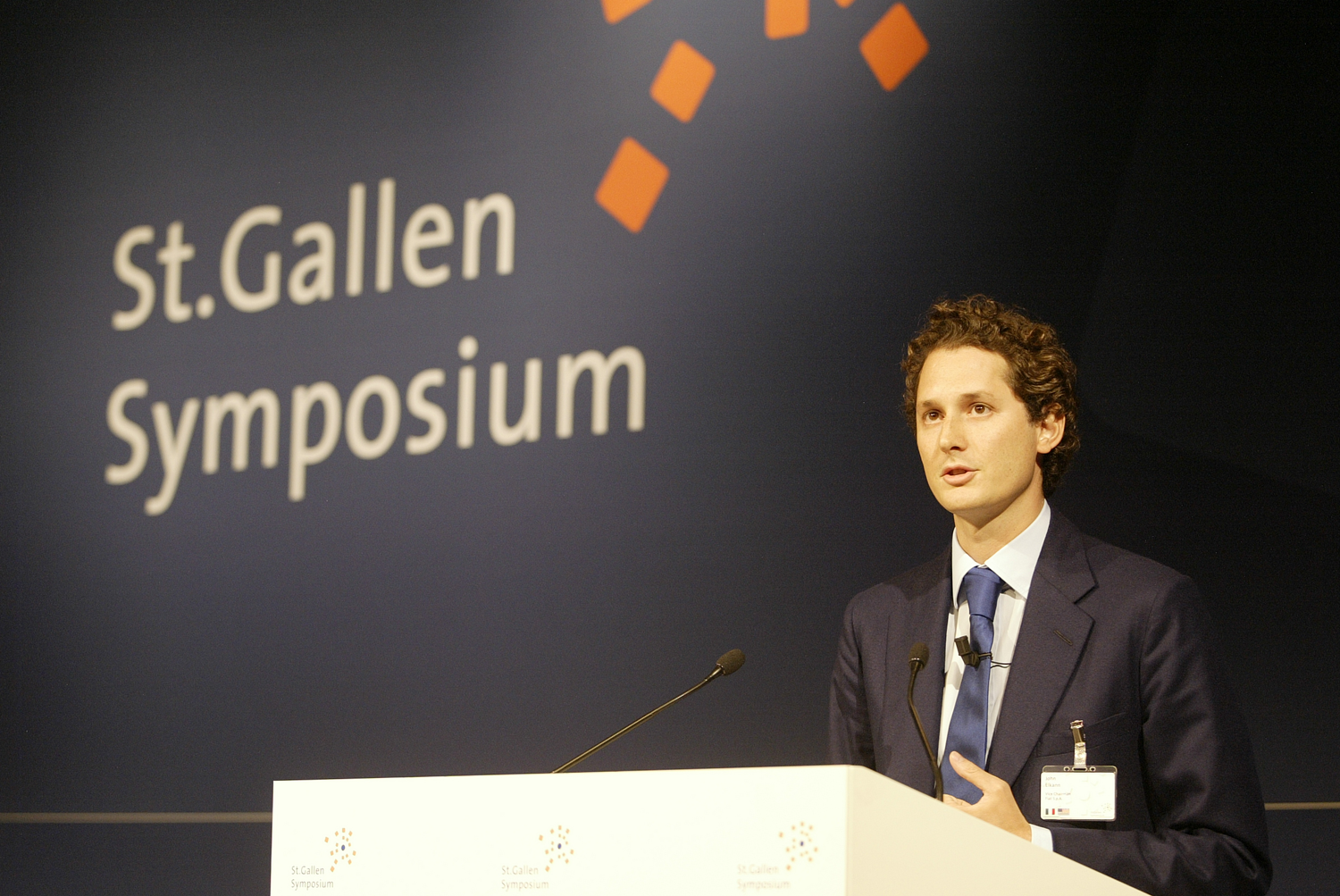
John Elkann (2009)
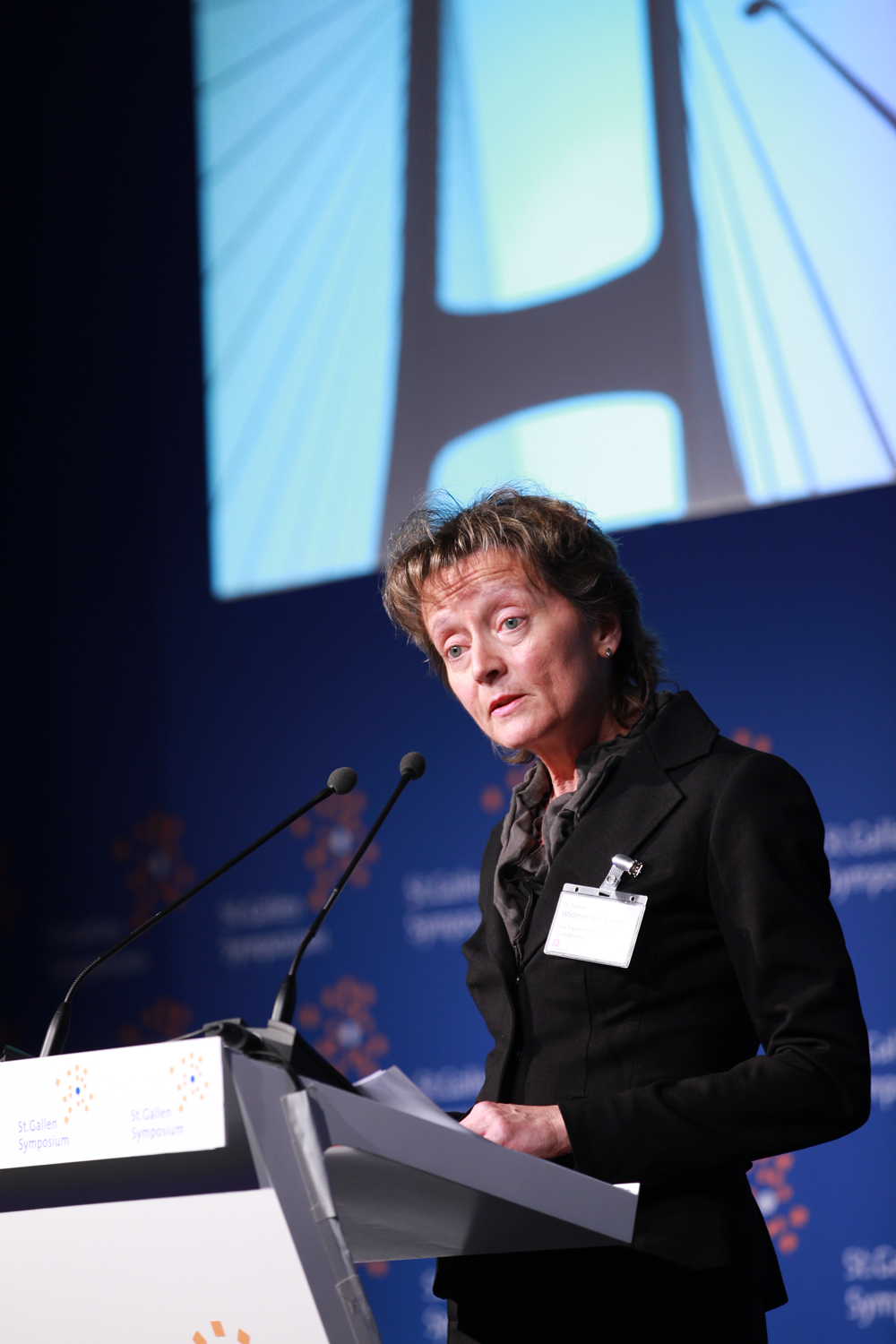
Eveline Widmer-Schlumpf (2011)
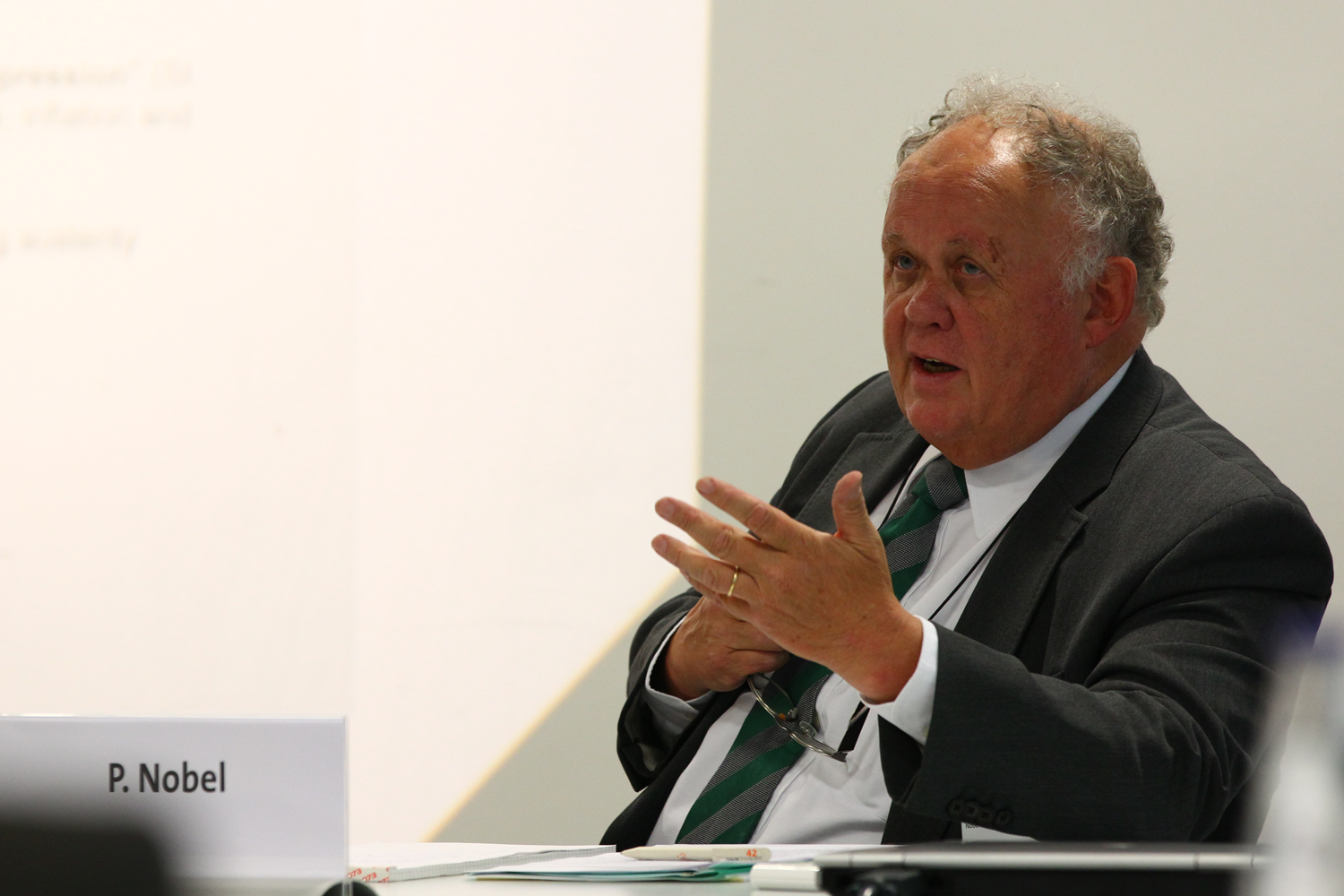
Peter Nobel (2012)
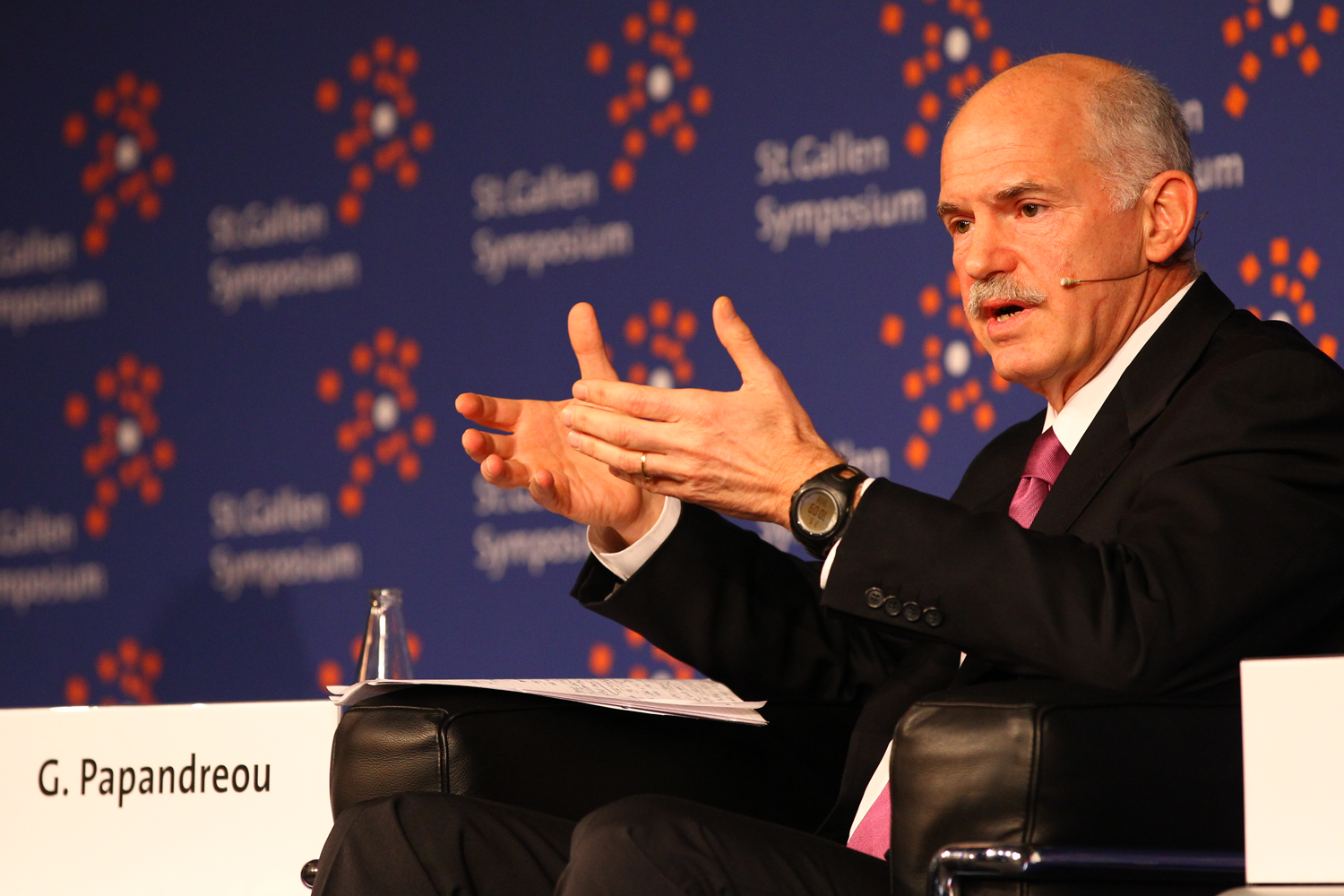
George Papandreou (2012)
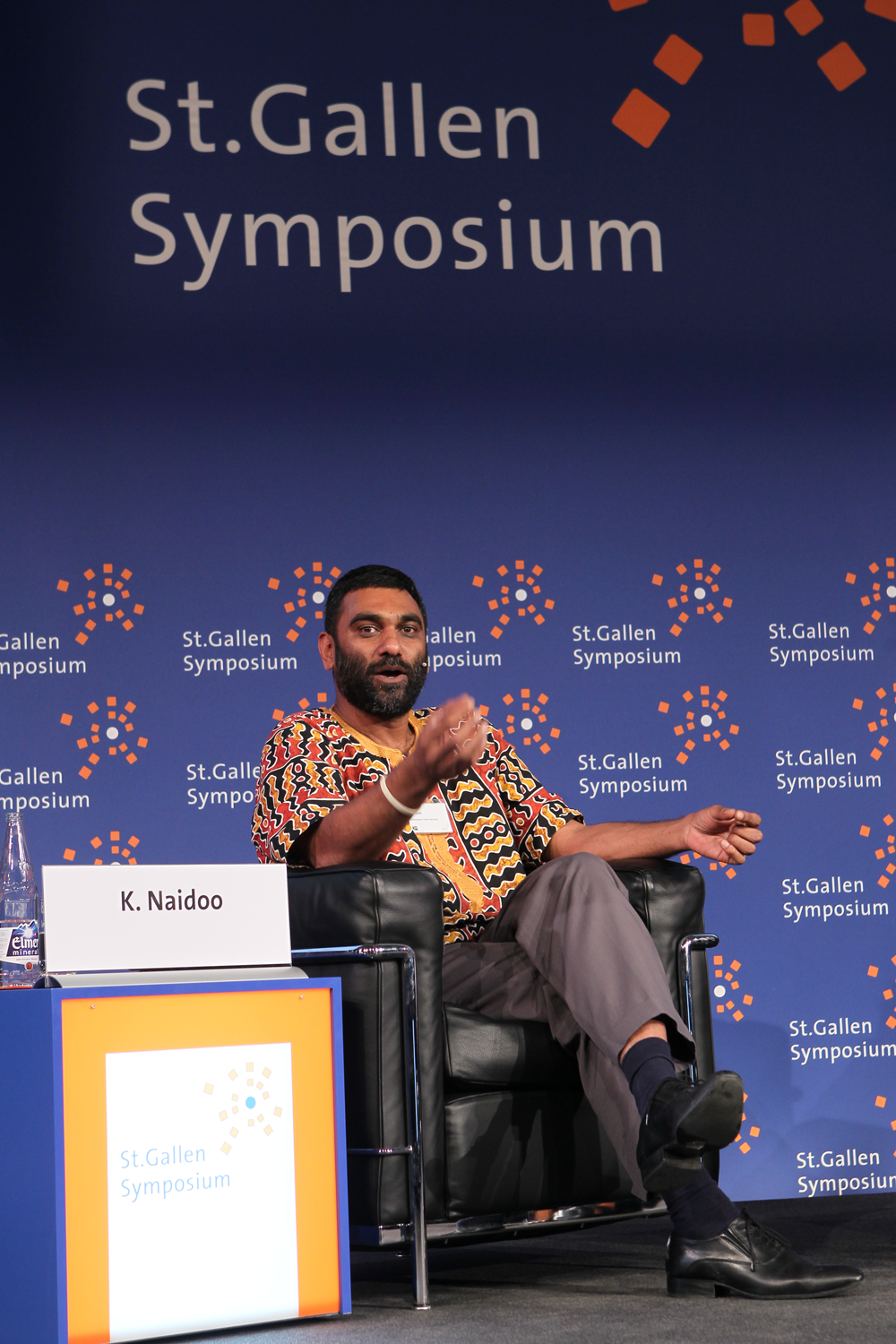
Kumi Naidoo (2012)